# Nils Dahl (silversmed)
Nils Dahl, född 30 januari 1710 i Östra Ryds församling, Östergötlands län, död 3 juli 1793 i Linköpings församling, Östergötlands län, var en svensk silversmed, guldsmed och politiker.

## Biografi
Dahl blev lärling hos Arnold von der Hagen (1695-1740) i Norrköping 1725, blev gesäll 1729 och guldsmedmästare 1739 i Linköping under ämbetet i Norrköping. Hans mästerstycke var kaffekanna. Han gjorde många korpusarbeten för kyrkligt bruk.
Dahl vann burskap 1739, blev rådman 1759 och 1773 ålderman. Troligen överlät han verkstaden till sin måg Nils Tornberg. Dahl avled 1793. 
Dahl var riksdagsledamot för borgarståndet i Linköping vid riksdagen 1755–1756 och riksdagen 1760–1762.

## Verk
- Flistads kyrka, Östergötland: Nattvardskalk 1739
- Lillkyrka kyrka, Östergötland: Oblatask 1739
- Östra Skrukeby kyrka, Östergötland: Vinkannor 1740
- Vreta klosters kyrka, Östergötland: Vinkanna, donerad 1744
- Rystads kyrka, Östergötland: Oblatask, donerad 1745
- Regna kyrka, Östergötland: Vinkanna 1745 och rektangulär oblatask
- Kärna kyrka, Östergötland: Cuppa omgjord, ny patén och vinkanna omgjord 1746
- Björkebergs kyrka, Östergötland: Oblatask, donerad 1747
- Horns kyrka, Östergötland: 1748
- Nordiska museet, Stockholm: Skedar daterade 1758
- Kärna kyrka, Östergötland: Brudkrona omgjord 1759
- Örtomta kyrka, Östergötland: Brudkrona 1759
- Östergötlands länsmuseum, Linköping: Smörask 1761 och ljusstakar
- Östergötlands länsmuseum, Linköping: Luktdosa, förgylld, 1764
- Ulrika kyrka, Östergötland: Brudkrona 1768
- Löfstad slott, Östergötland: Två terriner 1770
- Gistads kyrka, Östergötland: Vinkanna, skänkt 1773
- Landeryds kyrka, Östergötland: Ett par ljusstakar 1775
- Östergötlands länsmuseum, Linköping: Sked 1776
- Kärna kyrka, Östergötland: Sockenbudstyg 1700-talet
- Ledbergs kyrka, Östergötland: Oblatask
- Sankt Lars kyrka, Linköping: Brudkrona 1740-1750-talet
- Vists kyrka, Östergötland: Kalk med medeltida fot 1700-talets mitt
- Trehörna kyrka, Östergötland: Vinkanna
- Östergötlands länsmuseum, Linköping: Två ljusstakar